# Eberhard Equit
Eberhard Equit (* 5. März 1939 in Langenleuba; † 11. November 2016) war ein  deutscher Grafikdesigner und Mineralienzeichner.

## Leben und Werk
Equit erhielt  als Kind Mal- und Zeichenunterricht von einem in der Nachbarschaft lebenden Künstler. Er besuchte von 1959 bis 1960 die Arbeiter- und Bauernfakultät an der Hochschule für Bildende Künste Dresden (HfBK) und studierte an der HfBK bis 1965 Grafik bei Hans Theo Richter und beim Leiter der Lithografie-Werkstatt Roland Ehrhardt (1924–1999). Danach war er im Grundlagenstudium in der Lehre tätig. Dabei nahm er bei dessen Aufenthalten in Dresden noch Unterricht bei Otto Dix und bis 1971 in wissenschaftlicher Illustration und Anatomie bei Gottfried Bammes. Von 1971 bis 1978 war er als Ausbilder und Ausstellungsgestalter Mitarbeiter des Ministeriums für Kultur der DDR. Ab 1976 war er auch Lehrbeauftragter an der Kunsthochschule Berlin-Weißensee, ab 1980 Fachgebietsleiter im künstlerischen Grundlagenstudium. Daneben arbeitete er immer auch künstlerisch, vor allem als Grafiker und Buchgestalter.
Equit erlangte mit Mineralien-Porträts internationales Renommee und gilt als einer der weltbesten Künstler auf diesem Gebiet. Seine Bilder schuf er im Maßstab 1:1 als Aquarelle mit extrafeinem Pinsel, mitunter mit nur zwei Haaren. Die fotorealistischen Zeichnungen entstanden zum Teil im Auftrag von Sammlern, zu denen er weltweit Kontakt unterhielt und die er aufsuchte.
1994 gründete Equit in Ost-Berlin einen eigenen Verlag, Eberhard Equit & Co., der seine Bilder in repräsentativen Büchern, in Kalendern, skurrilen Notizkarten und Postkarten publizierte. Im Verlag erschien 2002 auch das Fachbuch Minimal invasive Steintherapie im oberen Harntrakt  des  Leipziger Urologen Jens U. Stolzenburg.
Equit war bis 1990 Mitglied des Verbandes Bildender Künstler der DDR. Er wurde 1971 mit der Artur-Becker-Medaille geehrt.
Equit war mit Christine Equit verheiratet.

## Rezeption
„…der weltweit bekannte Grafikdesigner und Mineralienzeichner, bringt mit einzigartigen zeichnerischen Mitteln die Schönheit und die besondere Charakteristik von Mineralstufen, Edelsteinen, Gold und Silber zur Geltung.“
Stefanie Terp
„…seine Hingabe an Details und Genauigkeit in seiner Kunst war beispiellos.“
Susan Robinson

## Publikationen und Buchillustrationen Equits (unvollständig)
- Brian C. Cook: Turmalin. Der Edelstein des Regenbogens. Christian Weise Verlag, München, 1994
- Eberhard Equit: Meisterwerke Sächsischer Minerale. Eberhard Equit & Co. Verlagsgesellschaft, 1994. ISBN 978-3-930874-00-2
- Eberhard Equit: The World's Mineral Masterpieces. Eberhard Equit & Co. Verlagsgesellschaft, 2002. ISBN 978-3-930874-06-4
- Eberhard Equit: Drawings of Mineral Masterpieces. Eberhard Equit & Co. Verlagsgesellschaft. 2015; Auflage 350 Exemplare
- Eberhard Equit: Geburtstagskalender für alle Freunde schöner Steine. Eberhard Equit & Co. Verlagsgesellschaft 1996. ISBN 3-930874-02-4

## Ausstellungen (unvollständig)
- 1979, 1981 und 1989: Berlin, Bezirkskunstausstellungen
- 1995 und 2010: Tucson, Tucson Gem & Mineral Show
- 2015: München, Münchner Mineralientage